# Marie d'Agon de la Contrie
Œuvres principales
- Petite fée
- Pauvre Charlotte!
- Les colères du bouillant Achille

Marie Alexandrine d'Agon de la Contrie ou Marie Alexandrine d'Agon de Lacontrie, de son nom d'épouse Marie Brunot, est une femme de lettres française, auteure de livres pour la jeunesse. Elle est née le 13 décembre 1848 à Toulon, département du Var dans la région Provence-Alpes-Côte d'Azur et décédée le 28 février 1908 à Périgueux dans le département de la Dordogne dans la région de la Nouvelle Aquitaine.

## Biographie

### Famille
Sa lignée agnatique est issue de Coutances en Normandie depuis la fin du XVIe.
Son père, François Guillaume d'Agon de Lacontrie,, est né le 13 mai 1804 à Spire, ville rattachée à l'époque au Royaume de Bavière. Militaire, il se distingue en 1823 lors du Combat de Campillo de Arenas en Espagne dans le 1er régiment d'infanterie de ligne et finit sa carrière comme Chef de bataillon. Il est fait Chevalier de la Légion d'honneur en 1845. 
Sa mère, Pierre Louise Marie Fanélie Couppé du Portblanc, née le 27 décembre 1808 à Petit-Canal (Grande-Terre - Guadeloupe), est issue d'une ancienne famille bretonne dont un membre, René Couppé de Keroual, son quadrisaïeul, a émigré à la Guadeloupe dans la seconde moitié du XVIIe siècle et y a fait souche.
Ils se marient le 1er octobre 1839 à Petit-Canal.
Son grand-père Louis Bernard Antoine d'Agon de Lacontrie, juriste, est l'auteur d'ouvrages juridiques.
Ses frères, Hippolyte Alexandre Frédéric (1840-avant 1869) et Edmond Joseph (1842-1901), sont dans l'infanterie de marine: le premier comme sous-lieutenant et le second comme commissaire de la marine. En 1877-1879, ce dernier fera partie d'une expédition militaire au  Sénégal, en tant qu'aide-commissaire de la marine, en compagnie de l'explorateur Parfait-Louis Monteil et de Joseph Gallieni avec qui il se liera d'amitié. Il servira notamment en Martinique, Guadeloupe, Guyane, Sénégal, à l'Ile de la Réunion, en Indochine et au Tonkin. Il sera promu sous-commissaire de la marine par décret présidentiel le 16 mars 1880. Il sera fait officier de l'ordre du Cambodge, de l'Ordre du Dragon d'Annam puis chevalier de la Légion d'honneur en 1885.
En 1842, le couple retourne s'installer à Brest, dans le département du Finistère en Bretagne.
Son père décède le 1er avril 1853 alors qu'il est stationné avec sa famille à Pondichéry en Inde.

### Études
Après la mort de son père, Marie d'Agon de la Contrie suit ses études à la Maison d'éducation de la Légion d'honneur à Saint-Denis (département de la Seine-Saint-Denis, région de l'Île-de-France) de 1854 à 1868 puis devient Dame postulante au noviciat. Après le décès de sa mère le 15 juin 1870 à Paris, elle reste à Saint-Denis. En 1871, elle devient Dame novice avec des appointements de 400 francs par an. 

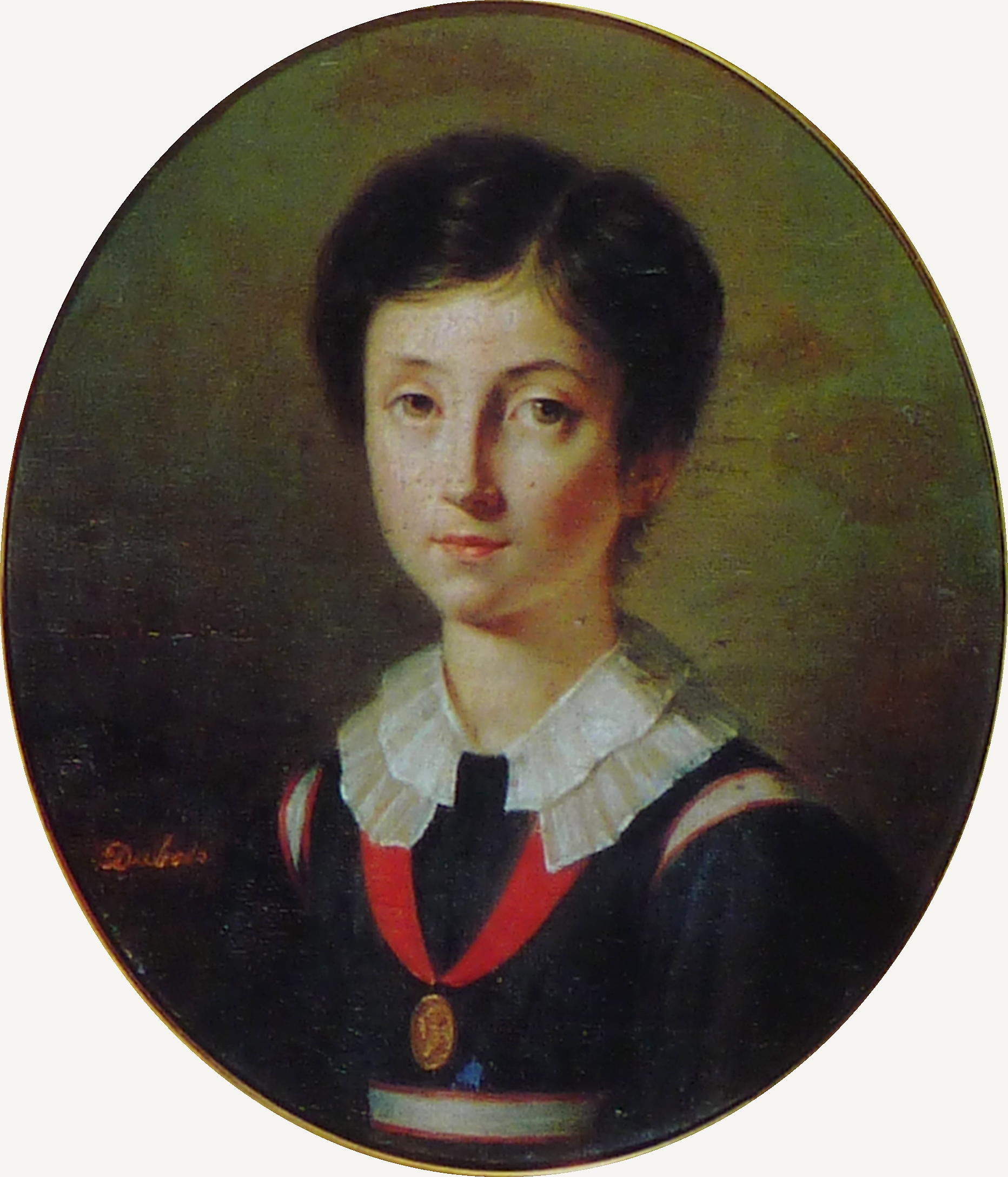
Portrait d'une élève de Saint-Denis vers 1820.
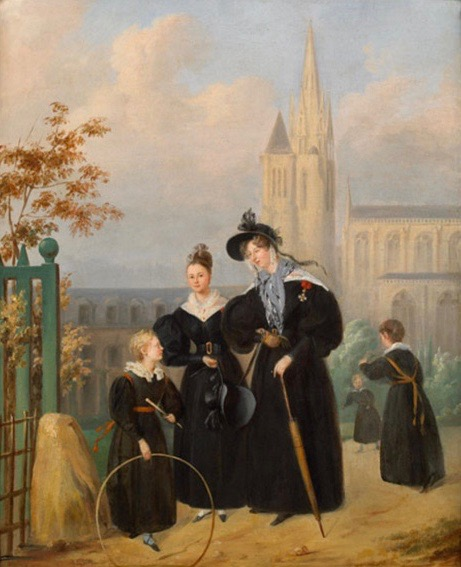
Dames éducatrices et élèves vers 1830-1840.
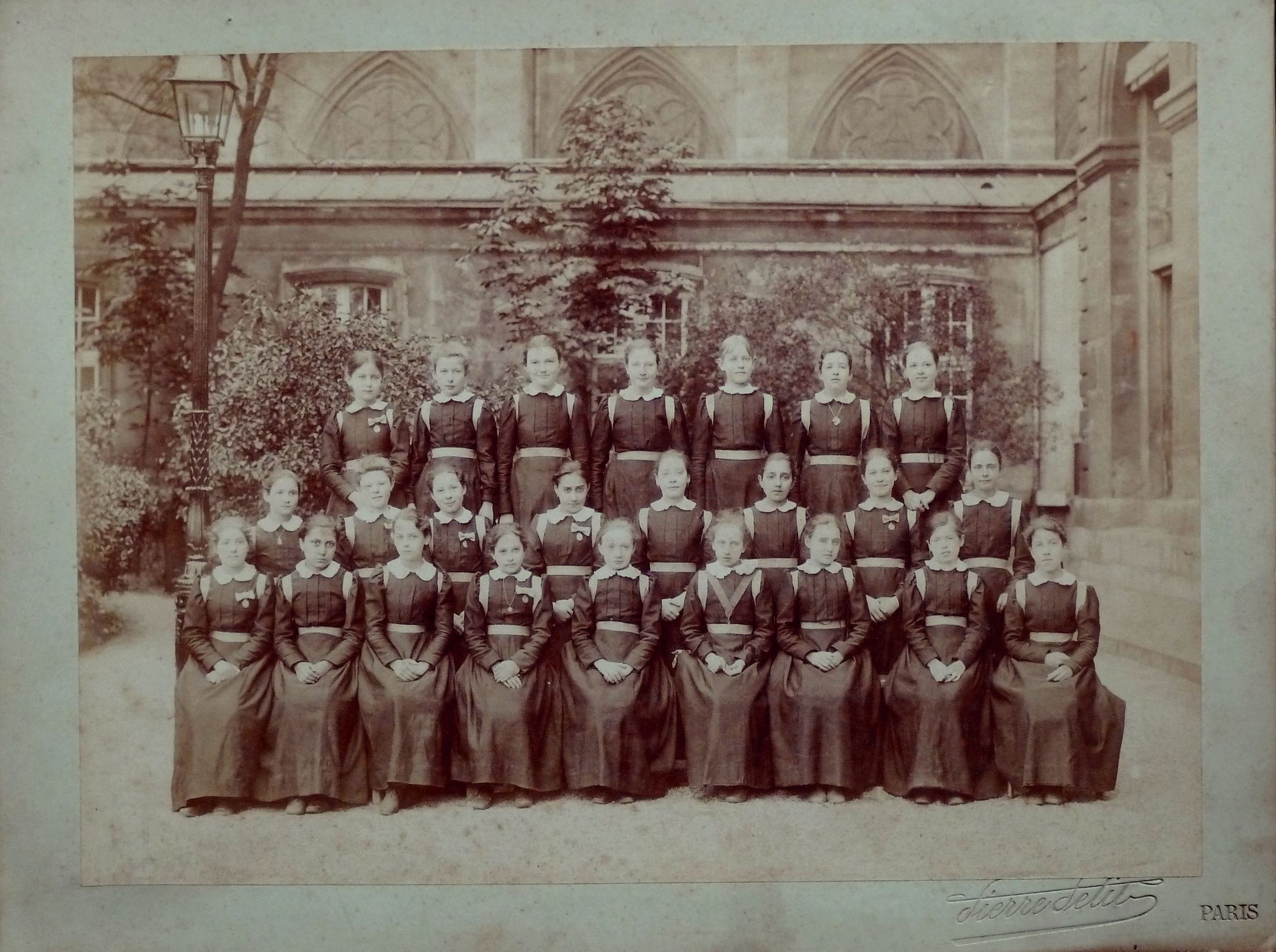
Photo de classe 1907 Maison d'éducation Légion d'honneur.

### Epouse et mère
Son futur mari, le commandant d'infanterie de marine Napoléon François Ernest Brunot (1839-1908), fils de Jacques Brunot, intègre le 2e RIMa (2e régiment d'infanterie de marine). Il prend part à deux campagnes au Sénégal (1858-1862), deux en Cochinchine (1863-1865) et à la guerre franco-allemande de 1870 dans l'Armée du Rhin. Il se distingue à la Bataille de Bazeilles et est fait prisonnier à Sedan. Il reste en captivité du 3 au 20 septembre 1870. Le 24 novembre de la même année, il est nommé chevalier de la Légion d'honneur.
En décembre 1870, il se trouve à la tête du 3e bataillon du 69e régiment de marche lors du siège de Péronne (18 décembre 1870 - 10 janvier 1871) dans le département de la Somme. 
Il accède au grade de Lieutenant-colonel le 20 juin 1876.
Le 2 novembre 1872, il épouse Marie à Saint-Denis dans le département de la Seine-Saint-Denis dans la région de l'Île-de-France. Ils auront 5 enfants: 
- Georges Léon Jacques[25] (1873-1907[26]) qui deviendra administrateur colonial (secrétaire particulier du gouverneur général de l'Afrique occidentale française), qui se mariera à Versailles en 1900 avec Louise Dumont[27],
- Jacques Edmond Paul Henri (1876-1876),
- Marie Madeleine Juliette Fanélie (1878-1976) qui se mariera en 1901 avec Marie Jean Auguste Cornet[28] (1872-1960) qui deviendra commissaire colonial (1893-1906) puis sous-intendant militaire (1906-1923),
- Paul André Louis Frédéric, qui sera lieutenant dans l'infanterie coloniale[29],[30],[31],[32],[33],[34],[35],[36] (1881-1914 « mort pour la France[37] ») et
- Richard Edmond Maurice Edouard (1883-1958) qui deviendra gouverneur général des colonies puis sénateur.

Après leur mariage, le couple s'installe à Cherbourgdans le département de la Manche, puis en novembre 1878 à Brest dans le département du Finistère dans la région de Bretagne. 
En novembre 1879, Napoléon Brunot est envoyé à Saïgon en Cochinchine. 
Le 20 janvier 1880, son régiment embarque aussi à Toulon pour la Cochinchine sur le navire Le Tarn. 
En février 1881, il rentre en France par le navire Le Mytho. Il retourne à Brest dans le département du Finistère et fait valoir ses droits à la retraite pour raisons de santé en août de la même année. 
La famille s'installe ensuite successivement à Marseille (1881) puis à Paris (1882).
Le 11 septembre 1882, il est nommé percepteur des contributions directes à Saint-Ciers-du-Taillon où la famille habite jusqu'en 1886. Faisant suite à une cabale, il fait alors l'objet d'une mutation vers Peyriac-Minervois en janvier 1886, à laquelle il ne donne pas suite et démissionne de son poste ,,,,,,.
Ils déménagent ensuite au Bouscat (1886-1891), à Brest (1891-1894) et enfin à Versailles en 1894,. Dans cette ville, le couple se lie d'amitié avec leurs voisins, la famille Petitjean de La Rosière dont la fille Marie Jeanne Henriette deviendra, avec son frère Frédéric, un couple d'auteurs de romans d'amour populaires connu sous le nom de Delly.

### L'écrivaine
Partageant sa vie entre ses obligations de femme de militaire et de femme au foyer, Marie commence à écrire sur le tard et connaît rapidement le succès après la publication de ses deux premiers romans (1890): Reconnaissance et Marjolaine. Elle obtient la médaille de la Société Nationale de l'encouragement au Bien (S.E.A.B) avec la publication de Les colères du bouillant Achille. Elle publiera vingt-deux autres romans jusqu'à sa mort.

Le fils du cordier de Mme Brunot

Trois romans sont écrits sous son nom d'épouse, Madame Brunot:  Le fils du cordier (1902), Les victoires de mademoiselle Laurence (1904) et La revanche de François Talence (1905).
Avec Roger Dombre, elle est la première auteure à être éditée dans le numéro 1 de la Semaine de Suzette avec le 1er épisode de sa nouvelle Pauvre Charlotte (février 1905).
Les Brunot déménagent ensuite au 5 rue de La Boétie à Périgueux dans le département de la Dordogne dans la région de la Nouvelle-Aquitaine.
Entre 1904 et 1908, Marie est membre de l'école félibréenne du Périgord, société littéraire de diffusion de l'Occitan. Vers cette époque, elle rédige trois articles qui paraissent dans Lou Bournat, le bulletin mensuel de cette société.
Elle décède à Périgueux le 28 février 1908. Son mari y décédera peu après, le 29 juillet 1908, et sera inhumé au cimetière Saint-Georges.

### Liens de parenté
Elle était la mère de Richard Brunot et la bru de Jacques Brunot.

## Publications

### Romans

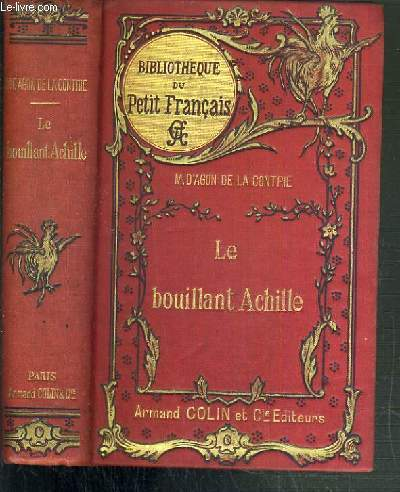
Plat de devant et dos du Bouillant Achille de Marie d'Agon de la Contrie.

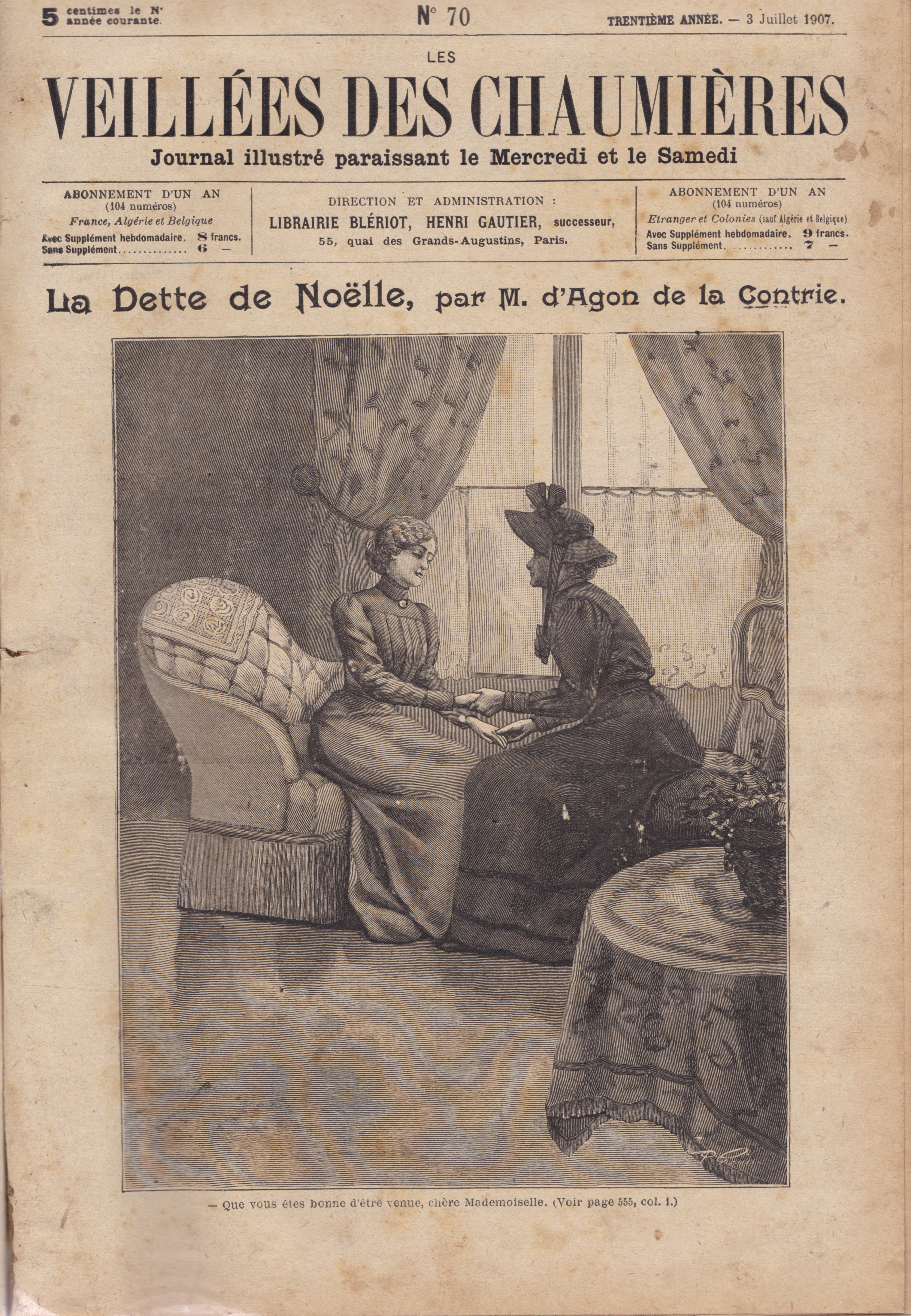
Les Veillées des Chaumières no 70 de juillet 1907.

- Reconnaissance (1890) Société française d'édition d'art, Paris, in-4°, 302 pp., Illustrations de Édouard François Zier.
- Marjolaine[66],[67] (1890) Société française d'édition d'art, Paris, illustrations sur bois, 268 pp.
- Pauvre fille! (?) Édition Charavay Mantoux Martin, Librairie d'éducation de la jeunesse, in-8o Carré, 153 pages, Illustrations de P. Le Rivérend.
- L'honneur de Richard (1897) Édition Hachette, Bibliothèque des Écoles et des Familles, 190 pages, gravures noir et blanc de Hermann Vogel.
- Mlle Pimbêche (1898) Société française d'imprimerie et de librairie, nouvelle bibliothèque illustrée de vulgarisation, Paris, 1 vol., 159 p.
- Les colères du bouillant Achille ou Le bouillant Achille (1900) Édition Armand Colin, Bibliothèque du petit français, In-12 Carré, 316 pages, gravures en noir et blanc de Léon Fauret.
- Expiation[68] (1901) Édition Émile Gaillard, In-4° Carré, 219 pages, gravures sur bois en noir et blanc.
- Fraternité[69] (1901) Édition Société française d'éditions d'art, Paris, Gr. in-8o, 221 p., illustrations de Marcel Lecoultre.
- Miss Bengali[70] (1901) Société française d'édition d'art, Paris, in-8o Carré, 123 pages, illustrations sur bois en noir et blanc.
- Le mousse des Terres-Neuvas[71] (1902) Édition Hachette, Bibliothèque des Écoles et des Familles, Paris, grand in-8o, 188 pp., 74 illustrations en noir d'après Alfred Jean-Marie (1846-1908).
- Le fils du cordier[72] (1902) de Madame Brunot, Edition Emile Gaillard, in-8o Carré, 125 pages, Illustrations en noir et blanc.
- Sœur d'artiste (1903) Édition H. Gautier, Paris, 252 p.
- Un fameux Gas (1903) Société française d'édition d'art, Paris.
- Les victoires de Mademoiselle Laurence (1904) de Madame Brunot, Édition librairie nationale d'éducation et de récréation, Limoges, Gr. in-8o, 238 p., illustrations.
- La revanche de François Talence (1905) de Madame Brunot, Édition Librairie nationale d'éducation et de récréation, Paris, In-4°, 223 p., illustrations.
- Fils de chef (1906) Edition Armand Colin, In-8 Carré, broché, 285 pages, gravures en noir et blanc de Chéri Hérouard.
- Les pupilles de Mademoiselle Christiane (1906) Edition Hachette, Bibliothèque des Écoles et des Familles, in-8o Carré, 169 pages, 56 illustrations en noir et blanc.
- Le vainqueur de Gérald (1906) Édition Hachette, Bibliothèque des écoles et des familles, Paris, 1 vol., 192 p.
- La dette de Budok[73] (1907) Édition Émile Gaillard, Grand in-8o, 16 gravures et portraits, 160 p.

### Romans-feuilletons

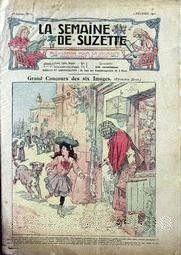
Le 1er numéro de La Semaine de Suzette (février 1905)

- Le Musée des familles: La charité du père Rémy (1897)[74],[75]
- Mon journal
- Les Veillées des chaumières: Aurore lointaine[76] (1901) et La dette de Noëlle[77] (1907)
- L'ouvrier[78]: Le serment de Chanteclause[79] (1895)
- La Semaine de Suzette: Pauvre Charlotte ! (1905)

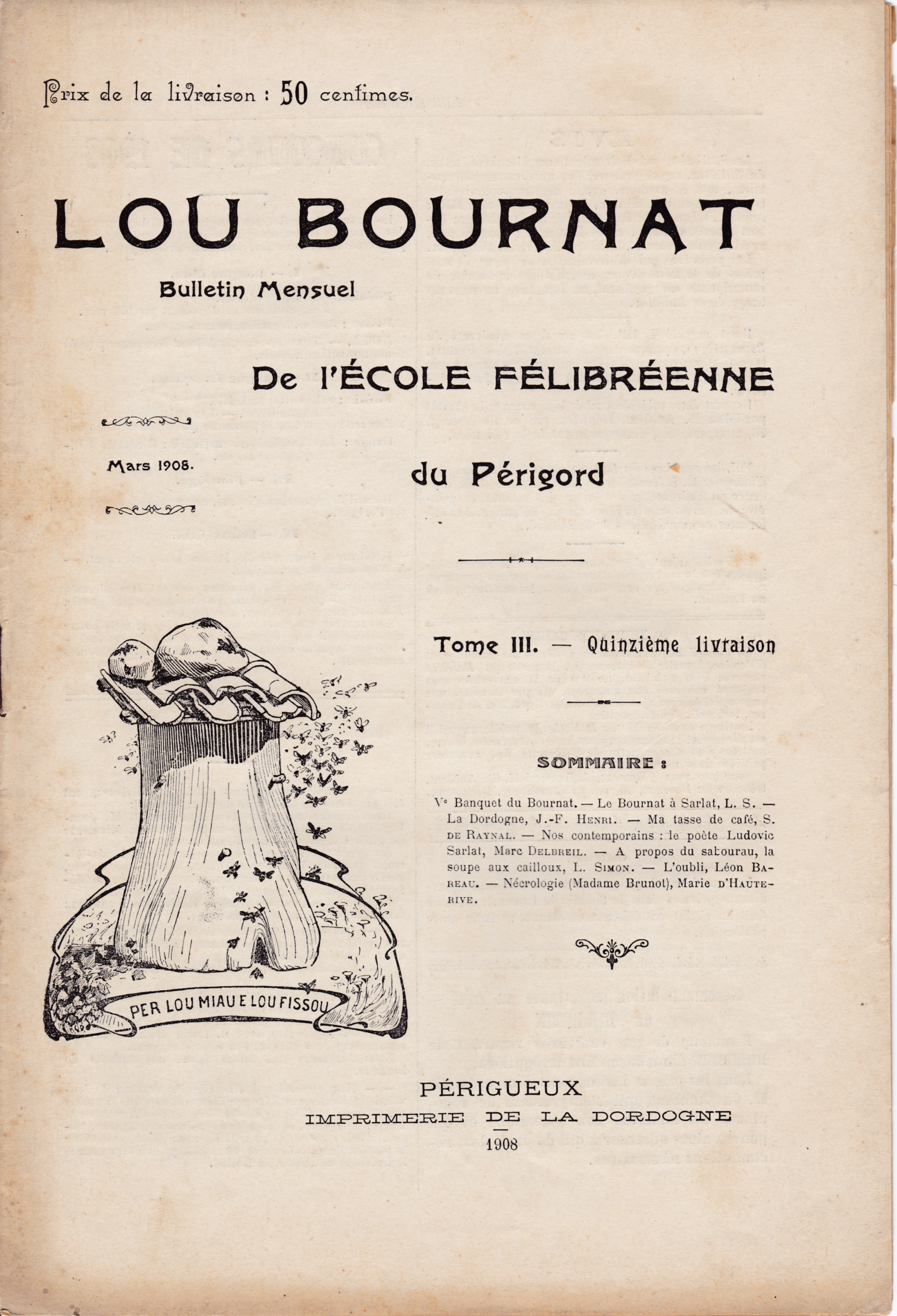
Bulletin mensuel de Lou Bournat de l'école félibréenne du Périgord de mars 1908 dans lequel figure son article nécrologique.

- Le Journal de la jeunesse

### Bulletins divers
- Lou Bournat de l'école félibréenne du Périgord[80]

### Ouvrages posthumes
- Petite fée (1920) Edition Gautier-Languereau, Collection Bibliothèque de Suzette, in-8o Carré, broché, 125 pages, illustrations en noir et blanc dans et hors texte.
- Pauvre Charlotte! (1921) Edition Gautier-Languereau, Collection Bibliothèque de Suzette, 1 volume in-8o de 124 pages, Illustrations de P. Kauffmann dans le texte en noir.